# Arthur Geesing
Arthur Geesing (Haaksbergen, 1968) is een Nederlandse acteur.
Geesing speelde in de regiosoap Van Jonge Leu en Oale Groond, die onder meer werd uitgezonden door RTV Oost. In deze serie speelde hij de rol van Alwie Wildspieker.
Hij had ook een hoofdrol als vader in de aflevering "Verliefd" van de serie Verborgen Verhalen en speelde bijrollen in Malaika (vader), SpangaS (docent), Meiden van De Wit (reporter), De enclave (verslaggever) en in de aflevering "Pillen" in Flikken Maastricht (patholoog anatoom). In 1996 speelde hij een gastrol in de soap Goede tijden, slechte tijden als de dokter van Sylvia Merx die haar moest vertellen dat ze een tumor had. Voorts werkte Geesing mee aan de eindexamenproductie Avonturen in de Avonduren van Leyla Everaers en Titia Rieter.
Geesing is behalve acteur ook poppenspeler en trainingsacteur. Hij verricht theaterwerkzaamheden met de jeugdtheatergroep Kwatta in een museum in Nijmegen. Als trainingsacteur is hij op diverse terreinen werkzaam. 
Verder is hij doctorandus in de bedrijfskunde.